# Goldwind

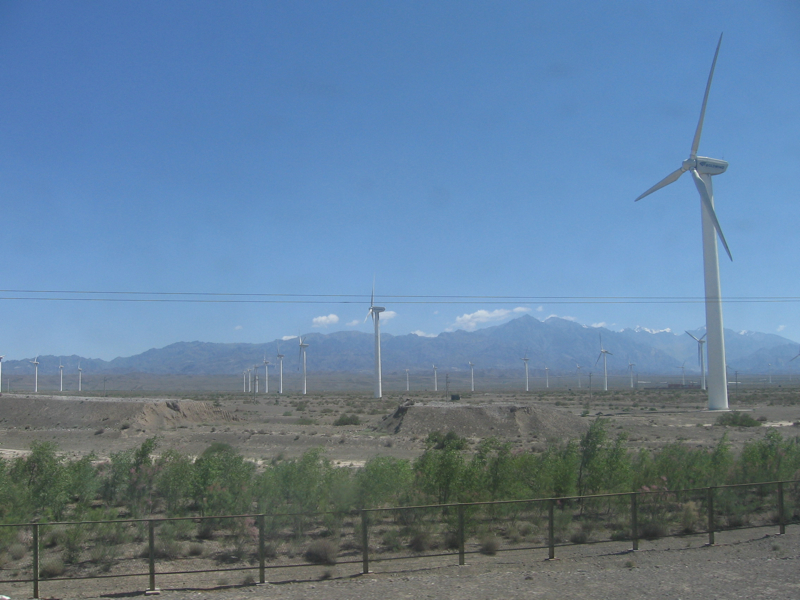
Un champ d'éoliennes vers Urumqi dans le Xinjiang

Goldwind, officiellement Xinjiang Goldwind Science & Technology Co., Ltd, est une entreprise chinoise fondée en 1998, spécialisée dans la production de turbines d'éoliennes.
Propriété de l'État chinois et proche des pouvoirs politiques, Goldwind s'est classé au rang de premier producteur mondial en 2015, et en 3e position en 2016,.
L'entreprise est cotée aux bourses de Shenzen (SZSE : 002202) et Hong Kong (HKSE : 2208). Elle comptait 1 500 employés en 2009 et son siège social se situe à Urumqi, dans la province chinoise du Xinjiang.

## Histoire
En 2008, Goldwind rachète 70 % de la société allemande Vensys.
En 2009, Goldwind a reçu 60 à 70 millions de yuans (6,5 à 7,6 millions d'euros) d'aides de l'État chinois.
En 2015, l'entreprise passe devant l'américain General Electric et le danois Vestas en termes de puissance installée et devient le premier producteur mondial de turbines d'éoliennes. Goldwind détient cette année là près de 13 % de parts de marché à l'échelle mondiale.